# Dipartimento di Abalak
Il dipartimento di Abalak è un dipartimento del Niger facente parte della regione di Tahoua. Il capoluogo è Abalak.

## Geografia antropica
Il dipartimento di Abalak è suddiviso in 5 comuni:

### Comuni urbani
- Abalak

### Comuni rurali
- Akoubounou
- Azeye
- Tabalak
- Tamaya